# Melter
Melter (en VF, Le Fondeur) est un super-vilain de Marvel Comics et il a été créé par Stan Lee et Sam Rosen. Il est apparu pour la première fois dans Tales of Suspense #47 en novembre 1963.

## Biographie
Bruno Horgan était un industriel new-yorkais travaillant pour le gouvernement des États-Unis, spécialisé dans l'armement. Il perdit son marché au profit de Stark Entreprises.
Tandis que ses usines fermaient les unes après les autres, Horgan fut témoin d'un dysfonctionnement d'un de ses radars expérimentaux. Il travailla sur l'engin pour finalement en faire une arme capable de faire fondre l'acier. Équipé de cette nouvelle arme, il affronta plusieurs fois Iron Man.
Il fit partie des Maîtres du Mal et lutta contre les Vengeurs.
Puis, le jour du mariage de Red Richards et de Susan Storm, il fut engagé par le Docteur Fatalis pour gâcher la journée.
Plus tard, il fut mis en prison par Iron Man. Pour finalement ressortir et attaquer les Vengeurs au sein d'une nouvelle équipe dirigée par Ultron.
Il s'associa pendant un temps avec l'Homme-taureau et Blacklash, dans l'Escadron de la Mort. L'alliance ne leur permit toutefois pas de vaincre Iron Man. Malgré un nouvel équipement, il fut de nouveau battu par Stark.
Il travailla avec Blizzard et Blacklash pour le compte de Justin Hammer, qui leur offrit de nouveaux équipements. Le trio tenta de dévaliser un hôtel-casino dans le New jersey, où était descendu Tony Stark, avec sa nouvelle armure, capable de résister aux rayons du Melter. Les trois criminels furent emprisonnés sur Riker's Island. Justin Hammer les libéra et les engagea de nouveau pour le protéger d'Iron Man. Leur mission fut un échec et le Melter retourna derrière les barreaux.
Vaincu de nombreuses fois par le Vengeur en armure, le Melter voulut se racheter une notoriété en tuant La Chose, hospitalisée. Mais les super-héros veillaient au grain.
Finalement, le Melter fut abattu par Scourge.

## Pouvoirs
- Le Melter possédait un appareil capable d'émettre de puissants rayons de chaleur, qui cassaient les liens des molécules et faisaient fondre la matière.
- Au début, le rayon ne liquéfiait que le fer, mais il fut modifié pour affecter le bois, la pierre, d'autres métaux et même la chair. L'appareil devait être réglé à chaque utilisation sur des matières différentes.
- L'appareil était porté sur la poitrine puis retravaillé sous la forme d'un pistolet.
- Le pistolet avait une portée de 300 mètres et fonctionnait sur des batteries l'alimentant plusieurs heures. Cela suffisait pour faire fondre 7m cube de matière.
- Le casque du Melter contenait une petite version de son invention, fonctionnant à quelques mètres à peine.